# Antonio Ferrándiz Morales
Antonio Ferrándiz Morales OFMCap (* 22. Mai 1928 in Albaida; † 10. November 1998) war ein spanischer römisch-katholischer Ordensgeistlicher und Apostolischer Präfekt von San Andrés y Providencia in Kolumbien.

## Leben
Antonio Ferrándiz Morales trat der Ordensgemeinschaft der Kapuziner bei. Er studierte Philosophie und Katholische Theologie am Priesterseminar in Massamagrell. Am 29. Juni 1956 empfing er das Sakrament der Priesterweihe. Papst Paul VI. bestellte ihn am 24. März 1972 zum Apostolischen Präfekten von San Andrés y Providencia.